# Diverse artiesten
Diverse artiesten (Engels: various artists) is een term die gebruikt wordt in de muziekindustrie om aan te geven dat er meerdere muzikanten hebben samengewerkt aan een muzikaal werk, zoals een nummer of muziekalbum. In het Engels wordt de term soms afgekort tot VA. Albums die worden uitgebracht onder "diverse artiesten" zijn vaak soundtracks of compilatiealbums met daarop muziek met betrekking tot een bepaald genre, thema, of tijdsperiode.